# Hansestadt Braunschweig
Die Stadt Braunschweig gehörte als Hansestadt Braunschweig seit dem 13. Jahrhundert zur Hanse. Bereits am 20. Januar 1358 ist eine Teilnahme der Herren Johan van Evensen und Henning van Berklingen für Braunschweig am Hansetag in Lübeck dokumentiert, was darauf schließen lässt, dass die Stadt von Beginn an Mitglied der Hanse war. Nach dem ersten Band der Geschichte des Hanseatischen Bundes von Georg Sartorius aus dem Jahr 1802 erfolgte die erste Erwähnung Braunschweigs im Zusammenhang mit der Hanse in einer Urkunde aus dem Jahr 1361.

## Hintergrund
Braunschweig beteiligte sich in den Jahren 1245 bis 1490 an 57 Städtebündnissen, deren Ziel der Schutz und die Förderung des Handels untereinander war sowie eine gegenseitige Unterstützung bei Bedrohungen der Bündnispartner. So wurde die politische und wirtschaftliche Entwicklung der Stadt seit der Mitte des 13. Jahrhunderts durch die Mitgliedschaft in der Hanse beeinflusst. Die Stadt lag an einer Kreuzung wichtiger Verbindungswege zwischen Ost und West an der Fernhandelsstraße, die Städte wie Frankfurt, Köln und Aachen mit Magdeburg, Halle und Leipzig verband. Ebenso führte ein Handelsweg aus dem Norden von Bremen, Hamburg und Lübeck in Richtung Süden durch den Harz bis nach Nürnberg. Zudem lag Braunschweig an der Oker, sodass die Waren zwischen Harz und Heide auch mit Schiffen transportiert werden konnten. Bis ins 14. Jahrhundert lassen sich vielfältige Handelsbeziehungen zu den deutschen Hansestädten oder mit Städten wie London, Brügge, Gent, Antwerpen bis ins russische Smolensk oder Nowgorod, nach Gotland, Riga und Ungarn nachweisen. Bereits seit 1199 waren die Braunschweiger Kaufleute durch den späteren Kaiser Otto IV. im gesamten Heiligen Römischen Reich von Zöllen befreit. Am 13. September 1228 erhielten die Händler zudem Handelsprivilegien und das Recht auf zollfreien Handel durch Waldemar II., den König von Dänemark.
Braunschweig gehörte damals neben Lübeck, Hamburg und Bremen zu den größten Städten Norddeutschlands und war durch seine günstige geografische Lage bereits im Mittelalter ein Handels- und Gewerbezentrum. Die wirtschaftliche Förderung wurde insbesondere durch Herzog Heinrich den Löwen und Otto IV. begünstigt, die den Bürgern der Stadt seit der Mitte des 13. Jahrhunderts zu Privilegien verhalfen, sodass Braunschweig seit der Mitte des 14. Jahrhunderts als freie Stadt galt.

## Handel, Rat und Gilden
Der Großteil des Warenhandels erfolgte auf dem Landweg, es war jedoch auch möglich, Handelswaren auf der Oker bis in die Stadt zu verschiffen. In Braunschweig erinnern einige Ortsbezeichnungen noch immer an die ehemaligen Haupthandelsplätze der Stadt, darunter der Altstadtmarkt, der Hagenmarkt oder der Kohlmarkt. Um das Jahr 1426 wurden als wichtigste Handelswaren aus Flandern importierte Tuche und aus dem Harzraum beschaffte Metalle und Schiefer erwähnt. Im Gegenzug wurden Wolle, Wachs, Kupfer und Getreide nach Flandern geliefert.
In Braunschweig hatten sich die fünf Weichbilder zusammengeschlossen und es gab eine Vielzahl an Handelshöfen mit Händlern, die teilweise aus weit entfernten Gebieten anreisten. Dadurch entwickelte sich die Stadt zu einem der bedeutenden Finanzplätze des Mittelalters. Neben dem hansischen Handel war Braunschweig beispielsweise für das Tuchmachergewerbe der Lakenmacher im Hagen oder die Gewandschneiderei in der Neustadt bekannt, aber auch für die Erzeugung von Metallwaren oder Waffen sowie des seit 1390 belegten und über einen langen Zeitraum haltbaren Braunschweiger Bieres mit der Bezeichnung Mumme.
Neben der Metallverarbeitung gab es auch eine Verarbeitung von Leder. Zur Zeit der Reformationsbewegung genossen die Familien, die im Fernhandel tätig waren, insbesondere die Gilde der Wandschneider und Wechsler, die in der Altstadt angesiedelt war, höchstes Ansehen. Die Wandschneider des Hagens und der Neustadt hatten sich hingegen mit den Textilproduzenten zu einer Wandschneider- und Lakenmachergilde zusammengeschlossen. Weitere wichtige Handwerker waren die Gilde der Beckenwerker und Goldschmiede sowie die Handwerksgilden. Die Mitglieder des Rates der Stadt entstammten zumeist den sogenannten „Geschlechtern“, den alten, vorwiegend im Fernhandel tätigen Familien der Altstadt, die den ersten Stand bildeten. Den zweiten Stand „der weißen Ringe“ bildeten, neben einigen aufsteigenden Kaufmannsfamilien, die Mitglieder der vornehmen Familien des Hagens und der Neustadt. Den dritten Stand bildeten die Handwerksgilden.

## Zeitweiliger Ausschluss aus der Hanse
Die sogenannte „Zweite Große Schicht“ gilt als Ursache für den zeitweiligen Ausschluss (Verhansung) der Stadt Braunschweig aus der Hanse und vom hansischen Handel im Jahr 1375. Ein Aufstand der in den Gilden organisierten Kaufleute führte im Zuge innerstädtischer Unruhen dazu, dass die Stadträte vertrieben wurden und die Gilden die Macht in der Stadt übernahmen.
Im April des Jahres 1374 hatte sich der Braunschweiger Stadtrat, dem unter anderem der Ratsherr Tile von Damm angehörte, zu einem Treffen mit den ortsansässigen Gildemeistern in der Brüdernkirche versammelt, um über die Lösung der finanziellen Probleme zu beraten, denn die Stadt hatte erhebliche Schulden angehäuft und sollte zudem eine Lösegeldforderung begleichen, um gefangene Ritter aus der verlorenen Schlacht am Elm freizubekommen. Die Summe belief sich auf rund 10.000 Mark. Bei dieser Beratung forderten die Stadträte eine Steuererhöhung und darüber kam es zum Streit. Gerüchte, dass der Rat der Stadt die Gildemeister inhaftieren oder beseitigen lassen wolle, um diese Forderung durchzusetzen, führten schließlich dazu, dass nach der Beratung die aufgebrachten Bürger unter anderem zum Wohnhaus Tile von Dammes zogen, das als „Haus zu den Sieben Türmen“ bekannt war. Während des Aufruhrs wurden innerhalb weniger Tage neben von Damm sieben weitere Bürgermeister und Ratsherren getötet. Alarmiert durch dieses Ereignis fürchteten Nachbarstädte, wie Hannover, Lüneburg, Minden oder Hameln, dass sich dieser Aufstand bis zu ihnen ausweiten könnte, daher wurde Braunschweig 1375 für fünf Jahre aus der Hanse ausgeschlossen, bis die alte Ordnung, zumindest teilweise, wieder hergestellt werden konnte. Im Jahr 1380 wurde die Stadt wieder in die Hanse aufgenommen.

## Die Hanse und weitere Bündnisse
1347 teilte man erstmals das Bündnis in drei Teile. Das erste war als stärkste Fraktion das lübisch-sächsische Drittel mit seinem Hauptort Lübeck. Die anderen waren das gotländisch-preußische und das westfälisch-livländische Drittel. 1358 schlossen sich die beteiligten Städte zum Bund „von der dudeschen hanse“ zusammen. Neben den übergeordneten Hansetagen wurden sogenannte Dritteltage abgehalten, an denen nur die Städte des jeweiligen Drittels teilnahmen.
Danach taten sich einige der Hansestädte zu weiteren Städtebündnissen zusammen, die man als Tohopesate bezeichnete. Diese stellten einen Zusammenschluss der wendischen Städte unter der Führung Lübecks mit dem niedersächsischen Bund unter der Führung Braunschweigs dar. Im Jahr 1430 wurde das erste dieser Bündnisse geschlossen, da die sächsischen Städte zum einen zunehmend mit Überfällen durch die Hussiten konfrontiert wurden und zum anderen die Seestädte im Konflikt mit Dänemark standen. Im Jahr 1435 diente ein solcher Verbund der Hanse als Zusammenschluss der sächsischen Städte in Streitigkeiten mit England und Flandern.
Im 15. Jahrhundert kam es zu Veränderungen in der Einteilung. Es gab zu dieser Zeit das lübische Drittel mit Lübeck, das westfälische Drittel, dessen Hauptort Köln war und das sächsische Drittel (einschließlich der preußischen und livländischen Städte) mit den Hauptorten Braunschweig und Danzig. Letztere erhoben Einspruch gegen diese seit 1347 bestehenden Drittelung und beanspruchten eigene Zuständigkeitsbereiche. So wurde die Neuaufteilung in vier Quartiere beschlossen: Danzig (preußisch-livländisches Quartier), Braunschweig (sächsisches Quartier), Lübeck (lübisches Quartier) sowie Köln (westfälisches Quartier). Die Treffen der einzelnen hansischen Städtegruppen waren ein fester Bestandteil der hansischen Organisation. Neben diesem losen Zusammenschluss waren viele der Städte in weiteren Städtebündnissen zusammengeschlossen. Im Sächsischen Drittel war dies beispielsweise der Sächsische Städtebund, in dem seit 1471 die Städte Braunschweig, Magdeburg, Hannover, Hildesheim, Goslar, Göttingen, Einbeck und Northeim sowie bis 1518 Aschersleben, Halberstadt, Halle, Helmstedt, Uelzen und Quedlinburg miteinander kooperierten. Vorausgegangen war eine befristete Vereinbarung, die am 21. April 1426 beim großen Hansetag in Goslar beschlossen wurde. In dieser Vereinbarung wurde festgelegt, dass den Städten Braunschweig und Magdeburg eine besondere Führungsrolle oblag. So wurde festgelegt, dass jährlich ein Städtetag abgehalten werden sollte, der zwischen Ostern und Pfingsten in Braunschweig stattfand.
In den 1530er Jahren wurde im Zuge der Reformationsbewegung der Schmalkaldische Bund gegründet. Einige der wettinischen und welfischen Fürstenhäuser waren dieser reformatorischen Politik gegenüber sehr aufgeschlossen und traten diesem Bündnis bei. Zu diesen gehörten aus dem sächsischen Raum: Braunschweig, Bremen, Einbeck, Göttingen, Goslar, Hannover, Hildesheim und Magdeburg.
Braunschweig gehörte bis ins 17. Jahrhundert zur Hanse und war eine der neun Städte, aus denen 1669 Vertreter am letzten Hansetag in Lübeck teilnahmen. Der Dreißigjährige Krieg brachte die Stadt in wirtschaftliche und finanzielle Schwierigkeiten, sie wurde durch die Truppen des Braunschweiger Herzogs Rudolf August besetzt und in das Fürstentum Braunschweig-Wolfenbüttel eingegliedert.

## Historische Hansetage in Braunschweig
Mehrmals war Braunschweig der Gastgeber für die Hansetage, bei denen das Bündnis Beratungen durchführte.
- Versammlung zu Braunschweig am 21. April 1426
- Versammlung zu Braunschweig am 12. März 1427
- Versammlung zu Braunschweig am 16. Mai 1428
- Versammlung zu Braunschweig am 4. April 1429
- Versammlung zu Braunschweig am 1. Mai 1430

## Rezeption, Engagement undNeue Hanse

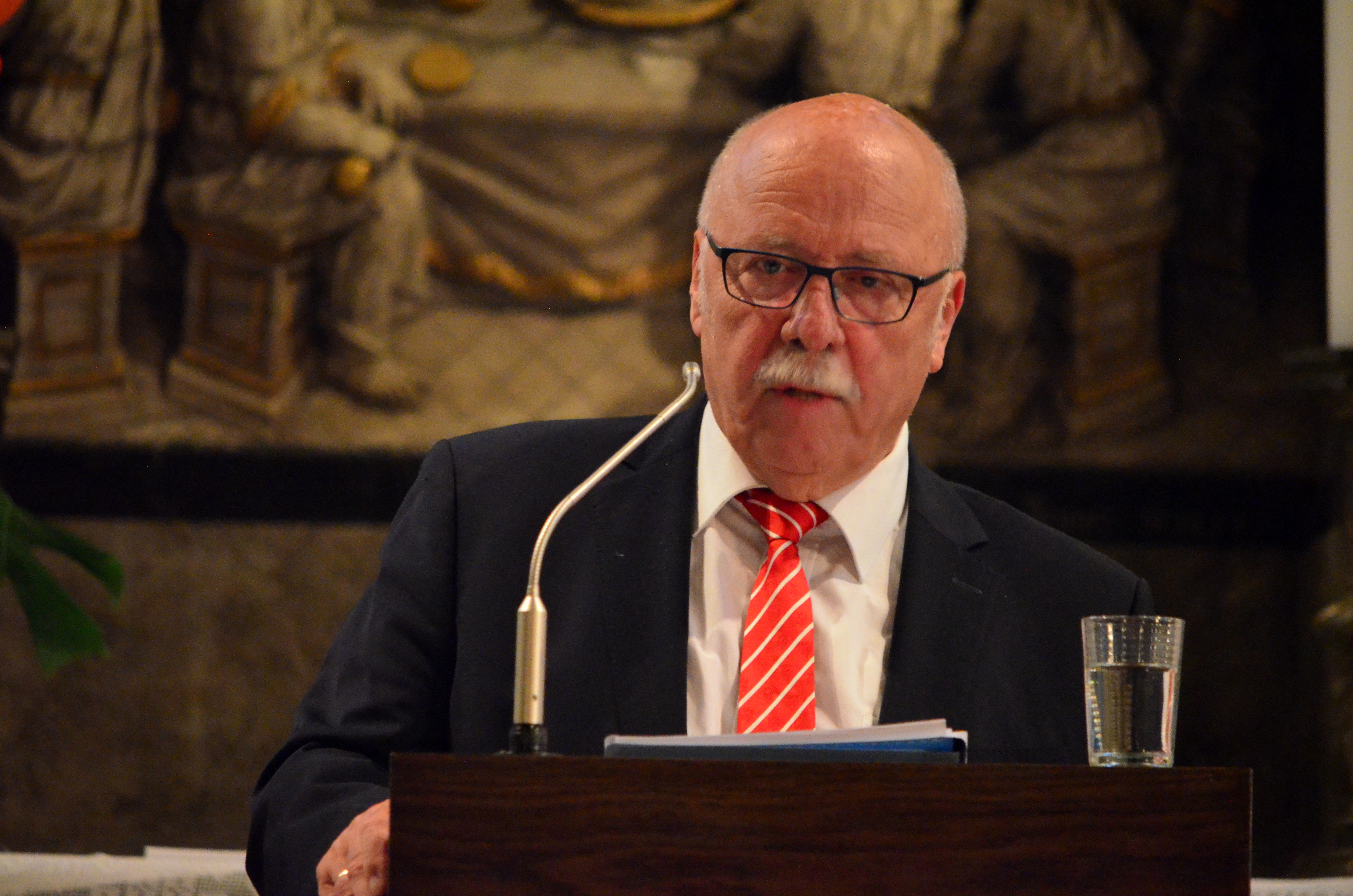
Rainer Zirbeck, Hansebeauftragter der Stadt Braunschweig, bei einem Vortrag in der Martinikirche, 1. Oktober 2019.

An die Geschichte der Zugehörigkeit zur Hanse erinnern beispielsweise der Name Hansestraße oder das 1567 durch Cyriakus Haberland im Stil der Renaissance erbaute Fachwerkhaus Haus zur Hanse.
Die Stadt Braunschweig ist Mitglied des Städtebundes „Neue Hanse“, eines Zusammenschlusses ehemaliger europäischer Hansestädte, der im Jahr 1980 in Zwolle als internationaler Städtebund gegründet wurde und der sich das Ziel gesetzt hat, den Geist der Hanse durch Traditionspflege und den Austausch der Mitgliedsstädte lebendig zu erhalten. Braunschweig sollte sich auf Empfehlung des damaligen Oberbürgermeisters Gert Hoffmann im Jahr 2014 wieder verstärkt darauf ausrichten, sich in diesem neu gegründeten Hansebund und auf den vom Verein ausgerichteten Hansetagen zu engagieren oder sogar darauf hinzuwirken, wieder den offiziellen Titel „Hansestadt Braunschweig“ zu führen.
Die Stadt Braunschweig ist seit der Gründung in der Mitte des 19. Jahrhunderts Mitglied des Hansischen Geschichtsvereins. Der Verein fördert Forschungen zur Geschichte der Hansestädte. Die 132. Pfingsttagung des Hansischen Geschichtsvereins fand unter dem Motto „Hansestädte und Landesherrschaft“ vom 16. bis 19. Mai 2016 in Braunschweig statt.